# Talkshow i P1
Talkshow i P1 är en talkshow i Sveriges Radio P1 med programledaren Katherine Zimmerman. Programmet sänds måndag till torsdag och hade premiär 30 januari 2023.
I programmet medverkar också Jonas Bonnier och Daniel Sjölin. Tidigare har även Parisa Amiri och Kristoffer Ahonen Appelquist varit fasta medarbetare. 
Programmet tog över efter radioprofilerna Thomas Nordegren och Louise Epstein som slutade sända sin pratshow Nordegren & Epstein efter tolv år i januari 2023.